# أوريليو كامبا
أوريليو كامبا (بالإسبانية: Aurelio Campa)‏ هو لاعب كرة قدم إسباني في مركز الدفاع، ولد في 10 مايو 1933 في مدريد في إسبانيا، وتوفي في 18 أبريل 2020 في لندن في المملكة المتحدة. لعب مع ريال بيتيس.